# Меркіне
Меркіне (пол. Mierkinie) — село в Польщі, у гміні Віжайни Сувальського повіту Підляського воєводства.
Населення — 47 осіб (2011).
У 1975-1998 роках село належало до Сувальського воєводства.

## Демографія
Демографічна структура станом на 31 березня 2011 року:
|          | Загалом | Допрацездатний вік | Працездатний вік | Постпрацездатний вік |
| -------- | ------- | ------------------ | ---------------- | -------------------- |
| Чоловіки | 20      | 4                  | 13               | 3                    |
| Жінки    | 27      | 12                 | 11               | 4                    |
| Разом    | 47      | 16                 | 24               | 7                    |